# Metro w Rio de Janeiro
Metro w Rio de Janeiro (Metrô Rio) – system metra istniejący w Rio de Janeiro, byłej stolicy Brazylii.

## Istniejące i planowane linie
| # | Otwarcie                                    | Długość | Liczba stacji |
| - | ------------------------------------------- | ------- | ------------- |
| 1 | 15 marca 1979                               | 19 km   | 19            |
| 2 | 19 listopada 1981                           | 22 km   | 16            |
| 3 | planowana                                   | ?       | 15            |
| 4 | w budowie, planowane ukończenie w 2016 roku | ?       | 7             |

## Historia
W latach 50. i 60. miasto przeżywało kryzys transportu, a co za tym idzie – pogorszenie warunków mieszkalnych. Władze postanowiły z tego powodu wybudować sieć metra mającą rozwiązać ten problem, i tym samym ograniczyć do minimum istniejącą wtedy sieć tramwajową.
W 1968 roku zostało powołane Companhia do Metropolitano do Rio de Janeiro, które w przyszłości miało operować siecią metra.
W roku 1970 rozpoczęta została budowa od stacji Glória. Z powodów budżetowych budowa została wstrzymana w latach 1971-1974. Wreszcie, w roku 1979 została otwarta pierwsza linia z 5 stacjami w centrum miasta, od Praça Onze, poprzez Central, Presidente Vargas, Cinelândia, do stacji Glória. W roku 1980 sieć metra została powiększona o stacje Uruguaiana (pomiędzy stacjami Presidente Vargas i Cinelândia) i Estácio (stacja będąca po Praça Onze)
W następnych latach sieć metra się rozrastała, powoli przyjmując obecne kształty. W 1981 roku została ukończona stacja Carioca w dzielnicy biznesowej, pomiędzy stacjami Uruguaiana i Cinelândia a w listopadzie tego samego roku została otworzona druga linia, mająca przy otwarciu tylko dwie stacje (São Cristóvão i Maracanã).
Na koniec roku 2009 sieć miała 35 stacji ulokowanych na dwóch liniach, mających wspólny, 10-przystankowy odcinek w centrum miasta (od Central do Botafogo). Ostatnimi rozszerzeniami sieci są otwarte 22 grudnia 2009 roku wydłużenia – na linii 1 jednoprzystankowe wydłużenie od Cantagalo do Ipanema/General Osório na południu algomeracji, natomiast dla linii 2 otwarcie trasy od São Cristóvão do Central, poprzez jeszcze nieotwartą stację Cidade Nova. Te drugie wydłużenie jest bardzo ważne, ponieważ ostatecznie połączyło linię pierwszą z drugą.
W budowie są wydłużenia linii 1 – o jeden przystanek od Saens Peña do Uruquai w zachodniej części miasta, oraz 4-przystankowej na południu – od Ipanema/General Osório do Gávea/PUC. Ponadto w budowie jest podmiejska linia 4, od końcowego przystanku Gávea/PUC do Jardim Oceânico. W planach jest też linia o numerze 3 (niebieska), biegnąca od stacji Carioca, poprzez zatokę Guanabara, do wschodniej części aglomeracji po drugiej stronie zatoki.